# Frans Peeraer
Franciscus Albertus Arthur Peeraer (Borgerhout, 1913. február 15. – 1988. március 28.), belga válogatott labdarúgó.
A belga válogatott tagjaként részt vett az 1934-es világbajnokságon.

## Külső hivatkozások
- Frans Peeraer – a FIFA adatbázisában